# Meienried
Meienried ist eine politische Gemeinde im Verwaltungskreis Seeland des Kantons Bern in der Schweiz.

## Geographie
Meienried liegt im Seeland, wo die Alte Aare mit dem Nidau-Büren-Kanal zusammenfliesst. Dieses Gebiet wird Häftli genannt. Trotz der geringen Grösse ist die Gemeinde in zwei Teile gegliedert, das Oberfar und Unterfar. Meienried grenzt an Safnern, Büren an der Aare, Dotzigen und Scheuren. Im Nordosten der Gemeinde liegt ein kleiner Baggersee, Meienriedseeli genannt. Im Sommer ist er ein beliebter Badeort, da der See schnell warm wird.

## Bevölkerung
Meienried ist deutschsprachig (93,22 %). Eine Minderheit spricht Französisch (5,08 %). Die Bevölkerung besteht aus 23 Haushalten.
Der Gemeinderat besteht aus fünf Mitgliedern. Neben der Einwohnergemeinde gibt es eine Burgergemeinde zusammen mit Scheuren, die Burgergemeinde Scheuren-Meienried.
| Bevölkerungsentwicklung | Bevölkerungsentwicklung | Bevölkerungsentwicklung | Bevölkerungsentwicklung | Bevölkerungsentwicklung | Bevölkerungsentwicklung | Bevölkerungsentwicklung | Bevölkerungsentwicklung | Bevölkerungsentwicklung | Bevölkerungsentwicklung |
| ----------------------- | ----------------------- | ----------------------- | ----------------------- | ----------------------- | ----------------------- | ----------------------- | ----------------------- | ----------------------- | ----------------------- |
| Jahr                    | 1764                    | 1850                    | 1880                    | 1900                    | 1930                    | 1950                    | 1980                    | 1990                    | 2000                    |
| Einwohner               | 69                      | 107                     | 73                      | 82                      | 67                      | 68                      | 49                      | 61                      | 59                      |

## Wirtschaft
Die Wirtschaft Meienrieds besteht aus fünf Bauernbetrieben, die zusammen 13 Personen beschäftigen. Der Dienstleistungssektor bietet weitere vier Arbeitsplätze.

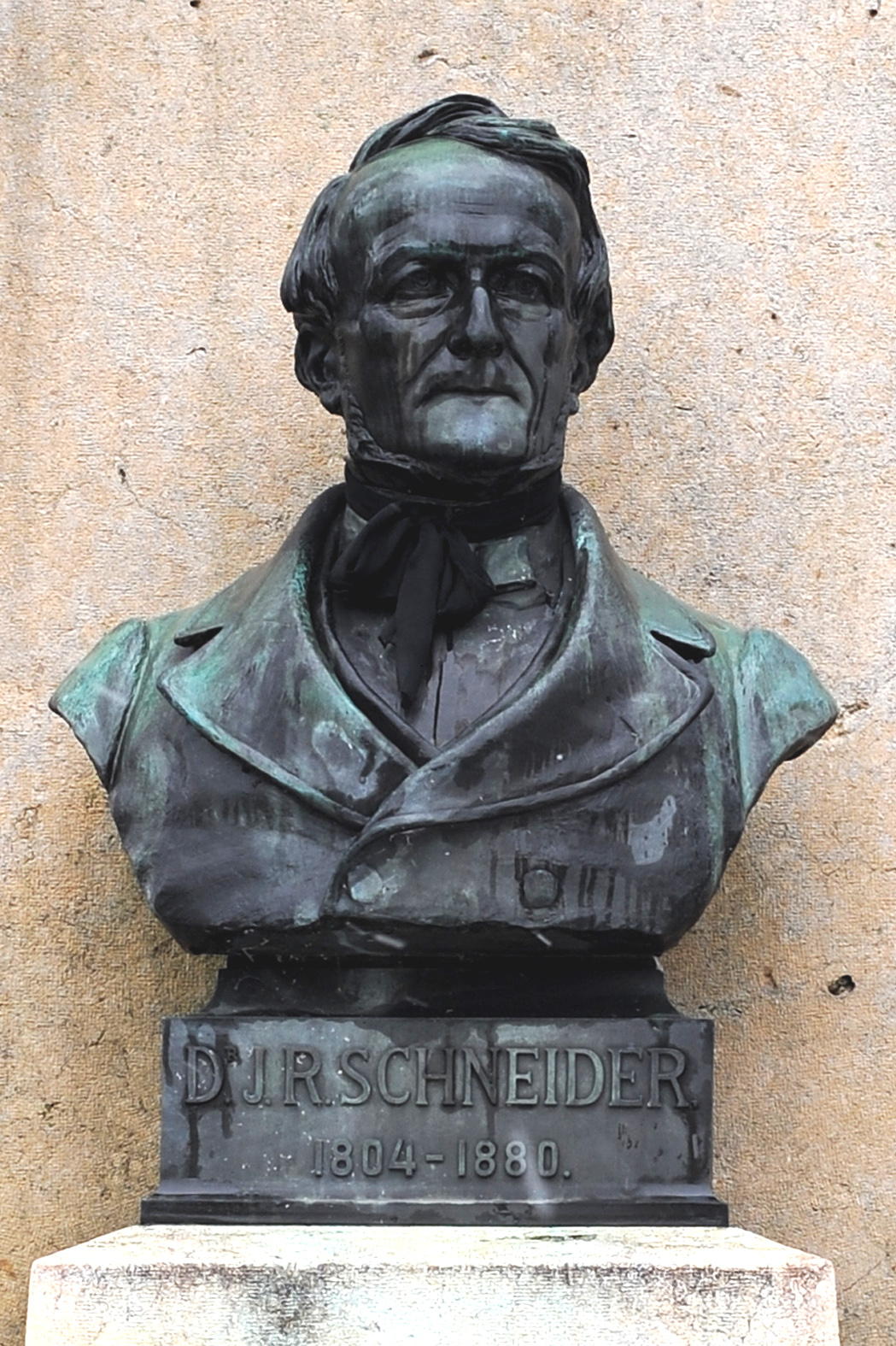
Johann Rudolf Schneider

Meienried ist eine Verbandsgemeinde der Seeländischen Wasserversorgung.

## Geschichte
Meienried wurde erstmals 1255 erwähnt.
Vor der 1. Juragewässerkorrektion war Meienried besonders stark von Hochwasser betroffen. Damals floss die Aare hier mit der Zihl zusammen. Die beiden Dorfteile entstanden an zwei Standorten von Fähren, Meienried war ein Verkehrsknotenpunkt. Nach Dotzigen führte der Fährbetrieb auf der Alten Aare dort zur Anlegestelle beim Pegelstein.
Im Dorfteil Unterfar befindet sich das ehemalige Wirtshaus zur Galeere, welches um 1770 gebaut wurde. Johann Rudolf Schneider, einer der Hauptinitianten der 1. Juragewässerkorrektion, wurde 1804 in diesem Haus geboren. Er wurde später Grossrat und Nationalrat und war von 1838 bis 1850 Mitglied der Berner Regierung.

## Politik
Meienried wird im Wahlarchiv des Kantons Bern gemeinsam mit der Nachbargemeinde Büren an der Aare erfasst.
Bei den Nationalratswahlen 2023 betrugen die Wähleranteile in Meienried und Büren an der Aare (in Klammern die Veränderung im Vergleich zu den Wahlen 2019 in Prozentpunkten): SVP 38,97 % (+5,18), SP 15,91 % (+3,18), Mitte 10,54 % (−1,22), glp 9,95 % (−2,07), FDP 7,80 % (−1,56), EVP 6,03 % (+0,78), Grüne 5,71 % (−3,67), EDU 1,47 % (+0,15), SD 0,78 % (+0,26).